# Mercurio (1901-1938)
Mercurio fue una revista publicada en la ciudad española de Barcelona entre 1901 y 1938.

## Historia
Fue fundada en diciembre de 1901. Surgida tras el desastre de 1898 y de carácter americanista, fue liderada por José Puigdollers Macià, director gerente, Frederic Rahola Trèmols, director, y Pere Casas Abarca, director artístico. Más adelante fue dirigida por Mariano Viada Lluch y Rafael Vehils Grau Bolívar. Estuvo vinculada a la Casa de América de Barcelona, fundada en 1911. En sus páginas colaboraron nombres como los de Josep Cusachs, Joan Roig Bofill, Josep Triadó, Vicente Borrás y Abella, Francisco de Cidón, Arcadio Mas, José Permanyer Nogués, Arturo Masriera, Francesc Cambó o María Vehils, entre otros. Tuvo como corresponsal en Paraguay a Camilo Pérez y Pérez. Su publicación cesó en 1938.